# Waffenbuch
Als Waffenbuch wird der Nachweis über Schusswaffen im Sinne des deutschen Waffengesetzes bezeichnet.
- Mit dem Waffenherstellungsbuch wird die Herstellung und der Verbleib von Schusswaffen nachgewiesen.
- Mit einem Waffenhandelsbuch  weisen Händler, die Waffen erwerben und/oder in Verkehr bringen, den Verbleib von Schusswaffen nach.

Wurden Waffenbücher in der Vergangenheit in gebundener Form geführt, so hat sich in der heutigen Zeit die elektronische Form durchgesetzt. Die elektronischen Waffenbücher sind an das Nationale Waffenregister (NWR bzw. NWR II Schnittstelle) angeschlossen.

## Muster

### Waffenherstellungsbuch
- Eintragung der Fertigstellung
  - Datum der Fertigstellung
  - Stückzahl
  - Herstellungsnummern

- Eintragung von Abgängen
  - laufende Nummer der Eintragung
  - Datum des Abgangs oder der Kenntnis des Verlustes
  - Stückzahl
  - Herstellungsnummern
  - Name und Anschrift des Empfängers oder Art des Verlustes

### Waffenhandelsbuch
- Eintragung des Eingangs
  - Datum des Eingangs
  - Stückzahl
  - Herstellungsnummern
  - Name und Anschrift des Überlassers

- Eintragung von Abgängen
  - laufende Nummer der Eintragung
  - Datum des Abgangs oder der Kenntnis des Verlustes
  - Stückzahl
  - Herstellungsnummern
  - Name und Anschrift des Empfängers oder Art des Verlustes